# Radical 86

Caractère chinois du radical 86.

Le radical 86, qui signifie le feu, est un des 35 radicaux chinois composés de quatre traits répertoriés dans le dictionnaire de Kangxi (sur un total de 214 radicaux).
Le caractère Unicode de 火 est 706B.

## Caractères avec le radical 86
| nombre de traits          | caractères |
| ------------------------- | --- |
| Sans trait supplémentaire | 火 灬 |
| 1 traits supplémentaires  | 灭 |
| 2 traits supplémentaires  | 灮 灯 灰 灱 灲 灳 |
| 3 traits supplémentaires  | 灴 灵 灶 灷 灸 灹 灺 灻 灼 災 灾 灿 炀 |
| 4 traits supplémentaires  | 炁 炂 炃 炄 炅 炆 炇 炈 炉 炊 炋 炌 炍 炎 炏 炐 炑 炒 炓 炔 炕 炖 炗 炘 炙 炚 炛 炜 炝 炞                                                          |
| 5 traits supplémentaires  | 炟 炠 炡 炢 炣 炤 炥 炦 炧 炨 炩 炪 炫 炬 炭 炮 炯 炰 炱 炲 炳 炴 炵 炶 炷 炸 点 為 炻 炼 炽 炾 炿 烀 烁 烂 烃                                     |
| 6 traits supplémentaires  | 烄 烅 烆 烇 烈 烉 烊 烋 烌 烍 烎 烏 烐 烑 烒 烓 烔 烕 烖 烗 烘 烙 烚 烛 烜 烝 烞 烟 烠 烡 烢 烣 烤 烥 烦 烧 烨 烩 烪 烫 烬 热 烮                   |
| 7 traits supplémentaires  | 烯 烰 烱 烲 烳 烴 烵 烶 烷 烸 烹 烺 烻 烼 烽 烾 烿 焀 焁 焂 焃 焄 焅 焆 焇 焈 焉 焊 焋 焌 焍 焎 焏 焐 焑 焒 焓 焔 焕 焖 焗 焘                      |
| 8 traits supplémentaires  | 焙 焚 焛 焜 焝 焞 焟 焠 無 焢 焣 焤 焥 焦 焧 焨 焩 焪 焫 焬 焭 焮 焯 焰 焱 焲 焳 焴 焵 然 焷 焸 焹 焺 焻 焼 焽 焾 焿 煀 煁 煂 煃 煄 煅 煈 煉 煜 煮 |
| 9 traits supplémentaires  | 煆 煇 煊 煋 煌 煍 煎 煏 煐 煑 煒 煓 煔 煕 煖 煗 煘 煙 煚 煝 煞 煟 煠 煡 煢 煣 煤 煥 煦 照 煨 煩 煪 煫 煬 煭 煯 煰 煱 煲 煳 煴 煵 煶 煷 煸 煺 熙    |
| 10 traits supplémentaires | 煹 煻 煼 煽 煾 煿 熀 熁 熂 熃 熄 熅 熆 熇 熈 熉 熊 熋 熌 熍 熎 熏 熐 熑 熒 熓 熔 熕 熖 熗 熘                                                       |
| 11 traits supplémentaires | 熚 熛 熜 熝 熞 熟 熠 熡 熢 熣 熤 熥 熦 熧 熨 熩 熪 熫 熬 熭 熮 熯 熰 熱 熲 熳 熴 熵                                                                |
| 12 traits supplémentaires | 熶 熷 熸 熹 熺 熻 熼 熽 熾 熿 燀 燁 燂 燃 燄 燅 燆 燇 燈 燉 燊 燋 燌 燍 燎 燏 燐 燑 燒 燓 燔 燕 燖 燗 燘 燙 燚 燛 燜 燝 燞                         |
| 13 traits supplémentaires | 營 燠 燡 燢 燣 燤 燥 燦 燧 燨 燩 燪 燫 燬 燭 燮 燯 燰 燱 燲 燳 燴 燵 燶 燷                                                                         |
| 14 traits supplémentaires | 燸 燹 燺 燻 燼 燽 燾 燿 爀 爁 爂 爃 |
| 15 traits supplémentaires | 爄 爅 爆 爇 爈 爉 爊 爋 爌 爍 爎 爕 |
| 16 traits supplémentaires | 爏 爐 爑 爒 爓 爔 爖 爗 爘 |
| 17 traits supplémentaires | 爙 爚 爛 |
| 18 traits supplémentaires | 爜 爝 爞 爟 爠 |
| 19 traits supplémentaires | 爡 爢 |
| 20 traits supplémentaires | 爣 |
| 21 traits supplémentaires | 爤 爥 爦 |
| 24 traits supplémentaires | 爧 |
| 25 traits supplémentaires | 爨 |
| 29 traits supplémentaires | 爩 |